# Independence (comté de Saint Louis)
Pour les articles homonymes, voir Independence.
Pour la ville située dans le même État, voir Independence (comté de Hennepin).
Independence est un secteur non constitué en municipalité situé dans le comté de Saint Louis, dans l’État du Minnesota, aux États-Unis. Sa population s’élevait à 10 habitants lors du recensement de 2010.
Independence est située à 17 miles au nord de Cloquet.

## Source
- (en) Cet article est partiellement ou en totalité issu de l’article de Wikipédia en anglais intitulé « Independence, St. Louis County, Minnesota » (voir la liste des auteurs).